# Exocentrus diminutus
Exocentrus diminutus är en skalbaggsart som beskrevs av Holzschuh 2007. Exocentrus diminutus ingår i släktet Exocentrus och familjen långhorningar. Inga underarter finns listade i Catalogue of Life.